# ガレアッツォ・アレッシ

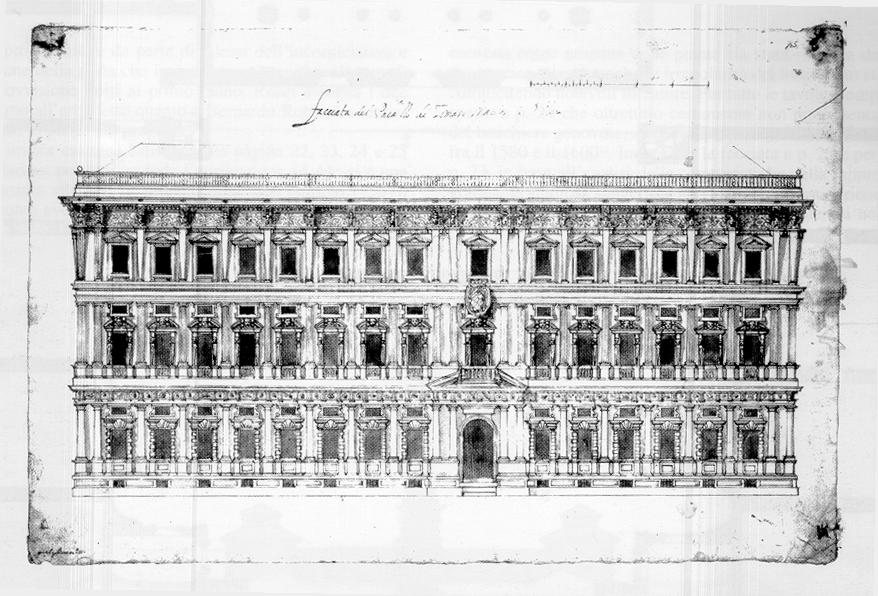
ミラノのマリーノ宮殿の立面図。アレッシが描いた計画段階のもので、実際はやや異なる。

ガレアッツォ・アレッシ（伊: Galeazzo Alessi, 1512年 - 1572年12月30日）は、ペルージャ出身のイタリアの建築家で、古代の建築へのこだわりに基づく際立った様式でヨーロッパ中で知られていた。画家ジョヴァンニ・バッティスタ・カポラーリの下で建築図面の描き方を学んだ。
長年ジェノヴァに住み、都市の城壁の修復や通りの配置計画などに関与し、印象的なパラッツォの建設を行った。それらの一部は今では世界遺産に含まれている。彼の作品はフェラーラ、ボローニャ、ナポリ、ミラノといった都市にもあり、例えばミラノではサンタ・マリア・プレッソ・サン・チェルソ教会のファサードを設計している。ヴィニョーラと共同でアッシジのサンタ・マリア・デッリ・アンジェリ教会を設計している。これは当時7番目の大きさの教会だった。イタリア国外でも、フランスやドイツやフランドルで教会や宮殿を設計した。スペインのエル・エスコリアル修道院のための設計も行ったが、高齢で健康に不安があったため建設には関わらなかった。

## 主な作品
- ペルージャ
  - パオリーナ城塞 - 改造

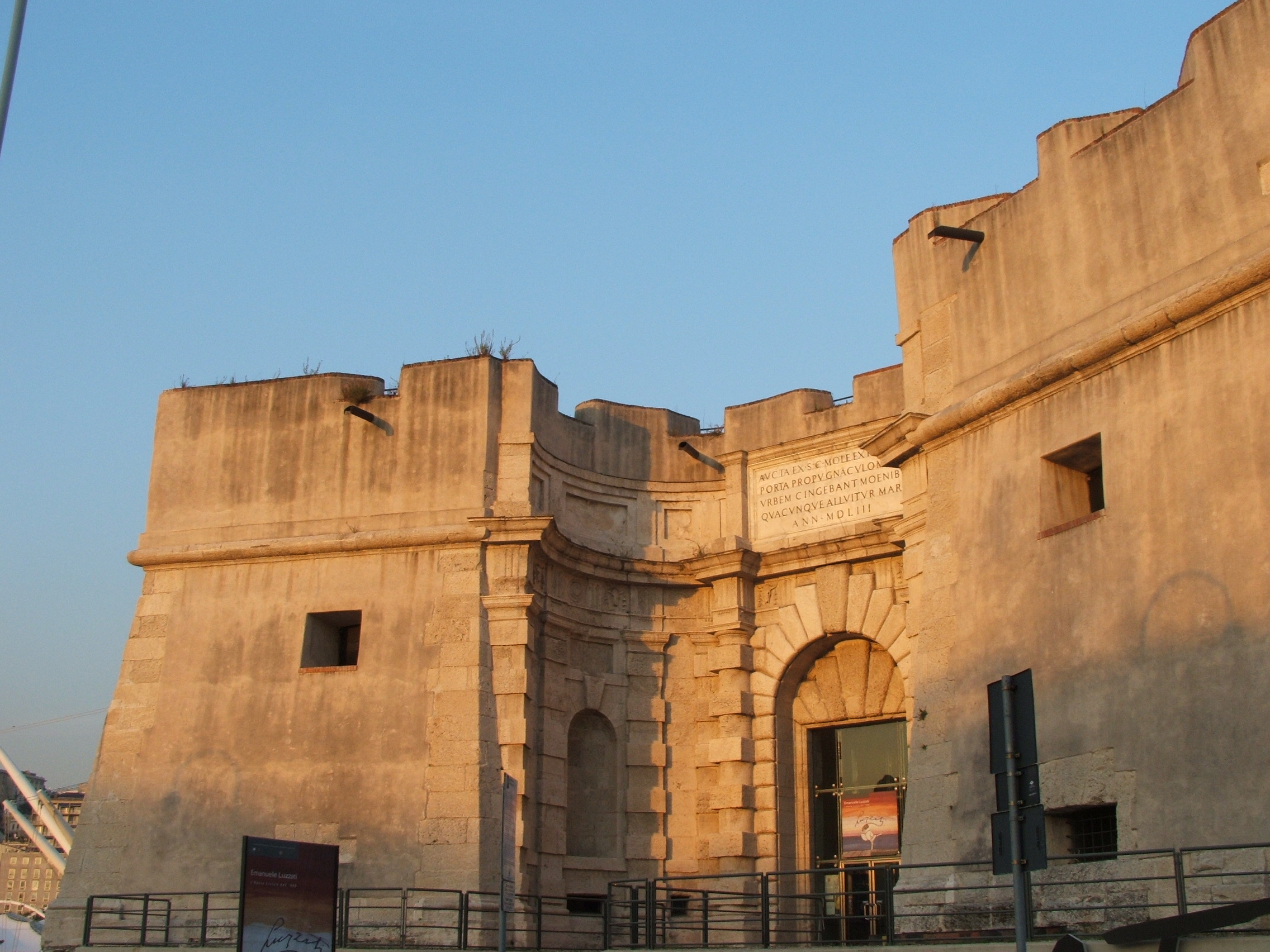
ジェノヴァのシベリア門

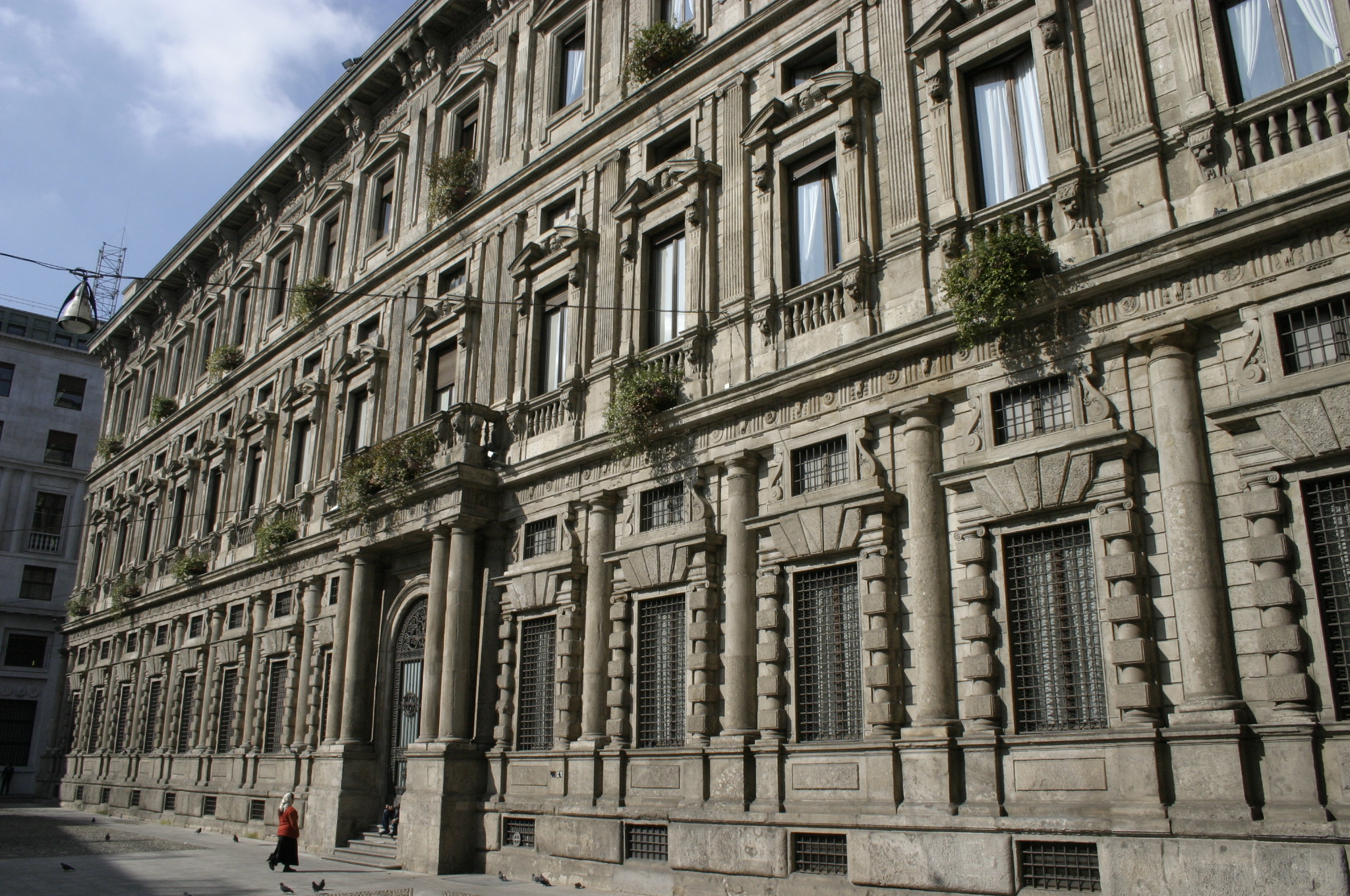
ミラノのマリーノ宮殿

  - サンタ・マリア・デル・ポポロ教会（商工会議所）
  - プリオーリ宮殿の開廊 - 改造
  - サンタ・ジュリアーナ修道院
  - ペルージャ大聖堂の南の塀の戸口
  - サン・ピエトロ大聖堂
- アッシジ
  - サンタ・マリア・デッリ・アンジェリ教会
  - サン・フランチェスコの幕屋
  - サン・ルフィーノ大聖堂
- ジェノヴァ
  - サンタ・マリア・アッスンタ教会の聖堂
  - 市壁のシベリア門
  - サン・ロレンツォ大聖堂の円蓋
- ミラノ
  - マリーノ宮殿
  - サンタ・マリア・プレッソ・サン・チェルソ教会
  - ミラノのドゥオーモの一部
- ヴァラッロのサクロ・モンテ
  - 都市計画
- ローマ
  - ジェズ教会の採用されなかった設計案